# Moho (provincie)
Moho is een provincie in de regio Puno in Peru. De provincie heeft een oppervlakte van  1.000 km² en telt 25.472 inwoners (2015). De hoofdplaats van de provincie is het district Moho.

## Bestuurlijke indeling
De provincie Moho is verdeeld in vier districten, UBIGEO tussen haakjes:
- (210902) Conima
- (210903) Huayrapata
- (210901) Moho, hoofdplaats van de provincie
- (210904) Tilali

Azángaro · Carabaya · Chucuito · El Collao · Huancane · Lampa · Melgar · Moho · Puno · San Antonio de Putina · Sandia · San Román · Yunguyo